# Hold Me Now (Golden Earring)
"Hold Me Now" is een nummer van de Nederlandse rockband Golden Earring. Het nummer is afkomstig van het studioalbum Face It uit 1994. Op 15 oktober dat jaar werd het wereldwijd uitgebracht als de eerste single van het album.

## Achtergrond
"Hold Me Now" is geschreven door gitarist George Kooymans en zanger Barry Hay en geproduceerd door de gehele band in samenwerking met John Sonneveld. Het nummer is, net zoals de rest van het album Face It, opgenomen in de garage van Kooymans in de Belgische plaats Rijkevorsel, waar hij destijds woonde. Het nummer wordt gezongen door Kooymans. Er was enige twijfel of het gezongen moest worden door hem of door Hay, maar hij vertelde er zelf over: "Bepaalde songs lenen zich absoluut voor mijn stem, andere moeten onbetwist door Barry worden gezongen. Daar zijn nooit misverstanden over, we weten het meteen. 'Hold Me Now', van ons nieuwe album, bijvoorbeeld: ik zing die song. We hebben het met Barry uitgeprobeerd, dat klonk niet. Daarna wisselden Barry en ik wat gedeelten af, zoals dat met 'Going to the Run' zo perfect werkte, maar nee, dat klonk ook niet. Uiteindelijk weet je dan: 'Hold Me Now' is een George-song. We hebben er reuze lol in zulke dingen in de studio uit te proberen. Het is toch verdomd merkwaardig hoe liedjes, die je nota bene zelf schrijft, plots eisen aan je gaan stellen: Nee vader, jij zingt mij niet, ik ben een song voor Barry!"
"Hold Me Now" is een akoestisch nummer. Na het succes van het akoestische livealbum The Naked Truth werd gekozen om deze op te volgen met een album waarop naast stevige rocknummers ook een aantal akoestische nummers staan. De single werd een hit in Nederland. In de Top 40 kwam het tot de elfde plaats, terwijl het in de Mega Top 50 op de twaalfde plaats piekte.

## Hitnoteringen

### Nederlandse Top 40
| Hitnotering: 29-10-1994 t/m 10-12-1994 | Hitnotering: 29-10-1994 t/m 10-12-1994 | Hitnotering: 29-10-1994 t/m 10-12-1994 | Hitnotering: 29-10-1994 t/m 10-12-1994 | Hitnotering: 29-10-1994 t/m 10-12-1994 | Hitnotering: 29-10-1994 t/m 10-12-1994 | Hitnotering: 29-10-1994 t/m 10-12-1994 | Hitnotering: 29-10-1994 t/m 10-12-1994 | Hitnotering: 29-10-1994 t/m 10-12-1994 |
| Week                                   | 1                                      | 2                                      | 3                                      | 4                                      | 5                                      | 6                                      | 7                                      |                                        |
| -------------------------------------- | -------------------------------------- | -------------------------------------- | -------------------------------------- | -------------------------------------- | -------------------------------------- | -------------------------------------- | -------------------------------------- | -------------------------------------- |
| Positie                                | 28                                     | 20                                     | 13                                     | 11                                     | 11                                     | 17                                     | 29                                     | uit                                    |

### Mega Top 50
| Hitnotering: 29-10-1994 t/m 10-12-1994 | Hitnotering: 29-10-1994 t/m 10-12-1994 | Hitnotering: 29-10-1994 t/m 10-12-1994 | Hitnotering: 29-10-1994 t/m 10-12-1994 | Hitnotering: 29-10-1994 t/m 10-12-1994 | Hitnotering: 29-10-1994 t/m 10-12-1994 | Hitnotering: 29-10-1994 t/m 10-12-1994 | Hitnotering: 29-10-1994 t/m 10-12-1994 | Hitnotering: 29-10-1994 t/m 10-12-1994 |
| Week                                   | 1                                      | 2                                      | 3                                      | 4                                      | 5                                      | 6                                      | 7                                      |                                        |
| -------------------------------------- | -------------------------------------- | -------------------------------------- | -------------------------------------- | -------------------------------------- | -------------------------------------- | -------------------------------------- | -------------------------------------- | -------------------------------------- |
| Positie                                | 26                                     | 17                                     | 13                                     | 12                                     | 15                                     | 19                                     | 31                                     | uit                                    |

### NPO Radio 2 Top 2000
| Nummer met noteringen in de NPO Radio 2 Top 2000 | '11  | '12  | '13  | '14-'20 | '21 | '22  | '23  | '24  |
| ------------------------------------------------ | ---- | ---- | ---- | ------- | --- | ---- | ---- | ---- |
| Hold Me Now                                      | 1777 | 1836 | 1867 | -       | 716 | 1502 | 1729 | 1524 |

1. ↑  Een '-' betekent dat het nummer niet was genoteerd en een vetgedrukt getal geeft de hoogste notering aan.
2. ↑  2011 was het eerste jaar met een notering voor dit nummer.

Discografie